# Pimpinella peregrina
Pimpinella peregrina (возможное русскоязычное название Бедренец иноземный) — двулетнее травянистое растение, вид рода Бедренец (Pimpinella) семейства Зонтичные (Apiaceae). В литературе и интернет-источниках встречается под устаревшим синонимичным названием Бе́дренец крымский (лат. Pimpinella taurica).

## Распространение и экология
Ареал вида охватывает южный берег Крыма. Эндемик.
Произрастает на каменистых и сухих склонах, по полотну железной дороги, в посевах пшеницы, в сосновых лесах, в виноградниках, в садах, по берегам арыков.

## Биологическое описание
Корень цилиндрический, толщиной около 0,5 см. Стебель высотой 20—90 см, одиночный, обыкновенно прямой, ветвистый, внизу, вместе с листьями, одетый короткими жестковатыми, вниз направленными волосками, вверху голый, тонко ребристый, округлый, внутри плотный, с половины ветвистый, с косо вверх направленными ветками.
Нижние листья в очертании продолговатые, длиной 10—17 см, шириной 2,5—5 см, на недлинных черешках, постепенно переходящих в охватывающее стебель влагалище, просто или почти дважды-перистые; первичные доли сидячие, округлые или широкояйцевидные, длиной 1,5—4 см, шириной 1—2,5 см, по краям зубчатые или в свою очередь перисто-надрезанные. Верхние — более мелкие и разрезанные на линейные, иногда почти нитевидные доли, голые или слегка опушённые.
Зонтики с 10—25 тонкими, неодинаковыми по длине, шероховато-опушенными лучами, при плодах несколько сжатыми вместе; зонтички в поперечнике около 1 см. Обёртка и обёрточка отсутствует. Лепестки белые, выемчатые.
Плод яйцевидный, длиной около 2 мм.

## Классификация

### Таксономия[2]
Pimpinella peregrina L., 1753, Sp. Pl. 1: 264
Pimpinella peregrina относится к роду Бедренец (Pimpinella) семейства Зонтичные (Apiaceae) порядка Зонтикоцветные  (Apiales). Кладограмма в соответствии с Системой APG IV:
|  |                                      |  |                                   |                                   |                     |  | ещё 6 семейств | ещё 6 семейств |                      |  |  |  | еще 171 подтвержденный и 73 в статусе "непроверенных" видов и инфравидовых таксонов |
|  |                                      |  |                                   |                                   |                     |  | ещё 6 семейств | ещё 6 семейств |                      |  |  |  | еще 171 подтвержденный и 73 в статусе "непроверенных" видов и инфравидовых таксонов |
|  |                                      |  |                                   | порядок Зонтикоцветные            |                     |  |                |                | род Бедренец         |  |  |  |                                                                                     |
|  |                                      |  |                                   | порядок Зонтикоцветные            |                     |  |                |                | род Бедренец         |  |  |  |                                                                                     |
|  | отдел Цветковые, или Покрытосеменные |  |                                   |                                   | семейство Зонтичные |  |                |                | Pimpinella peregrina |  |  |  |                                                                                     |
|  | отдел Цветковые, или Покрытосеменные |  |                                   |                                   | семейство Зонтичные |  |                |                |                      |  |  |  |                                                                                     |
|  |                                      |  | ещё 63 порядка цветковых растений | ещё 63 порядка цветковых растений |                     |  |                | ещё 447 родов  | ещё 447 родов        |  |  |  |                                                                                     |
|  |                                      |  |                                   | ещё 63 порядка цветковых растений |                     |  |                |                | ещё 447 родов        |  |  |  |                                                                                     |

### Синонимы
- Anisum italicum  Raf.
- Caucalis tuberculata  Poir.
- Ledeburia pimpinelloides  Link
- Pimpinella ambigua  K.Koch ex H.Wolff
- Pimpinella griffithiana  Boiss.
- Pimpinella hispida  Loisel.
- Pimpinella taurica  hort. ex Steud.
- Torilis trilobata  Viv. ex DC.
- Torilis tuberculata  Spreng.
- Tragium peregrinum  Spreng.
- Tragium tauricum  Ledeb.